# Io sono il calciatore misterioso
(Paul Johnson, dall'introduzione)
Io sono il calciatore misterioso è un saggio autobiografico scritto da un calciatore professionista della Premier League che non ha voluto rivelare il proprio nome (si fa chiamare Calciatore Misterioso). Pubblicato in lingua originale nel 2012 da Guardian Books, l'edizione italiana è del 2013 ad opera di Isbn Edizioni.

## Genesi del libro
Stando a quanto riportato nell'introduzione di Io sono il calciatore misterioso, dopo aver letto una rubrica sul Financial Times in cui un anonimo agente immobiliare rivelava ai lettori i segreti del suo mondo professionale, il Calciatore Misterioso ha proposto al quotidiano The Guardian di tenere un'analoga rubrica di tema calcistico. Visto il successo della stessa e la qualità degli articoli scritti dall'autore, si è poi deciso di pubblicare un libro vero e proprio insieme alla casa editrice di proprietà del Guardian.

## Struttura del testo
Il saggio si compone di 10 capitoli che trattano ciascuno un diverso tema legato al mondo del calcio, come per esempio i rapporti tra calciatori, giornalisti e tifosi, l'importanza dei manager e della tattica per i successi della squadra, i soldi e l'enorme giro d'affari che ruota intorno al mondo del pallone. Il tutto è narrato in prima persona dal Calciatore Misterioso che, oltre a proporre le sue riflessioni sui vari argomenti, racconta anche aneddoti di prima e seconda mano provenienti direttamente dai campi, dagli spogliatoi e dai luoghi frequentati dai calciatori professionisti.
L'introduzione al testo è scritta da Paul Johnson, vicedirettore del Guardian News And Media.
L'edizione italiana è integrata da una breve prefazione di Gianluca Vialli.

## L'identità del calciatore misterioso
Sul web si discute molto circa la reale identità del Calciatore Misterioso. Gli unici dati certi al momento sono il fatto che sia inglese e che abbia giocato in almeno due club della Premier League.

## Edizioni
- Io sono il calciatore misterioso, traduzione a cura di Stefano Formiconi e Giovanna Marinelli, Isbn, 2013,  p. 176, ISBN 978-88-7638-422-6.